# Josiah Bartlett
Josiah Bartlett, född 21 november 1729 i Amesbury i Massachusetts Bay-provinsen, död 19 maj 1795 i Kingston i New Hampshire, var en amerikansk läkare och politiker. 
Han var en av delegaterna vid den andra kontinentala kongressen för delstaten New Hampshire. Han blev senare New Hampshires guvernör och chef över delstatens högsta domstol.

## Populärkultur
I TV-serien Vita huset uppges han vara farfars farfars farfar till den fiktive presidenten Josiah Bartlet.